# Giải của Hội phê bình phim online cho biên tập xuất sắc nhất
Giải của Hội phê bình phim online cho biên tập xuất sắc nhất là một giải của Hội phê bình phim online dành cho biên tập phim được bầu chọn là xuất sắc nhất trong năm.
Dưới đây là danh sách các phim và các người đoạt giải:

### Thập niên 1990
| Năm  | Phim                      | Người biên tập    |
| ---- | ------------------------- | ----------------- |
| 1998 | Saving Private Ryan       | Michael Kahn      |
| 1999 | Run Lola Run (Lola rennt) | Mathilde Bonnefoy |

### Thập niên 2000
| Năm  | Phim                                  | Người biên tập                                     |
| ---- | ------------------------------------- | -------------------------------------------------- |
| 2000 | Requiem for a Dream                   | Jay Rabinowitz                                     |
| 2002 | The Lord of the Rings: The Two Towers | Michael J. Horton                                  |
| 2004 | Eternal Sunshine of the Spotless Mind | Valdís Óskarsdóttir                                |
| 2005 | Sin City                              | Robert Rodriguez                                   |
| 2006 | United 93                             | Clare Douglas, Richard Pearson & Christopher Rouse |
| 2007 | No Country for Old Men                | Roderick Jaynes                                    |
| 2008 | Slumdog Millionaire                   | Chris Dickens                                      |